# Albert Diederich
Albert Diederich (* 15. August 1878; † 18. August 1958) war ein deutscher Buchhändler und Kulturfunktionär.

## Leben und Werk
Der Buchhändler Diederich war am Aufbau und der Weiterentwicklung der Deutschen Buchhändlergilde maßgeblich beteiligt und viele Jahre Vorsitzender des Verbandes Sächsischer Buchhändler. Von 1934 bis 1937 war er Amtsträger des Börsenvereins und danach Sonderbeauftragter des Vorstehers und Mitglied des Kleines Rates sowie des Beratungsausschusses des Börsenvereins. Er war außerdem Landesleiter der der Reichskulturkammer unterstehenden Reichsschrifttumskammer im Gau Sachsen. Ihm zur Seite stand dort der Landesobmann für Schriftsteller Adolf Paul Großmann und ab 1940 Hans Hamann.